# 尼薩 (葡萄牙)
39°30′N 7°38′W / 39.500°N 7.633°W
尼薩（葡萄牙語：Nisa），是葡萄牙的城鎮，位於該國中部，由波塔萊格雷區負責管轄，始建於1232年，面積575.68平方公里，2011年人口7,450，該城鎮人口密度每平方公里12.94人。

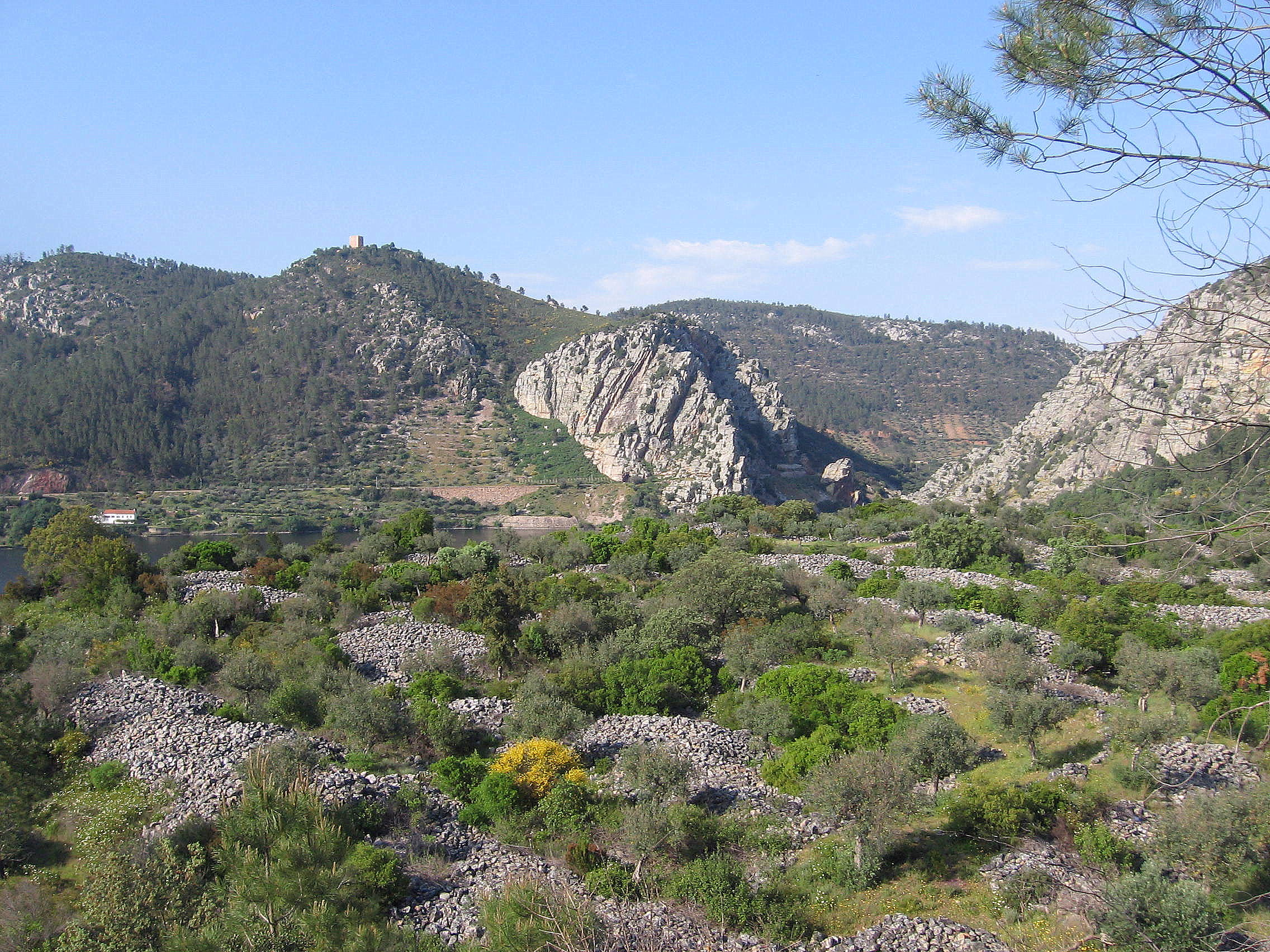

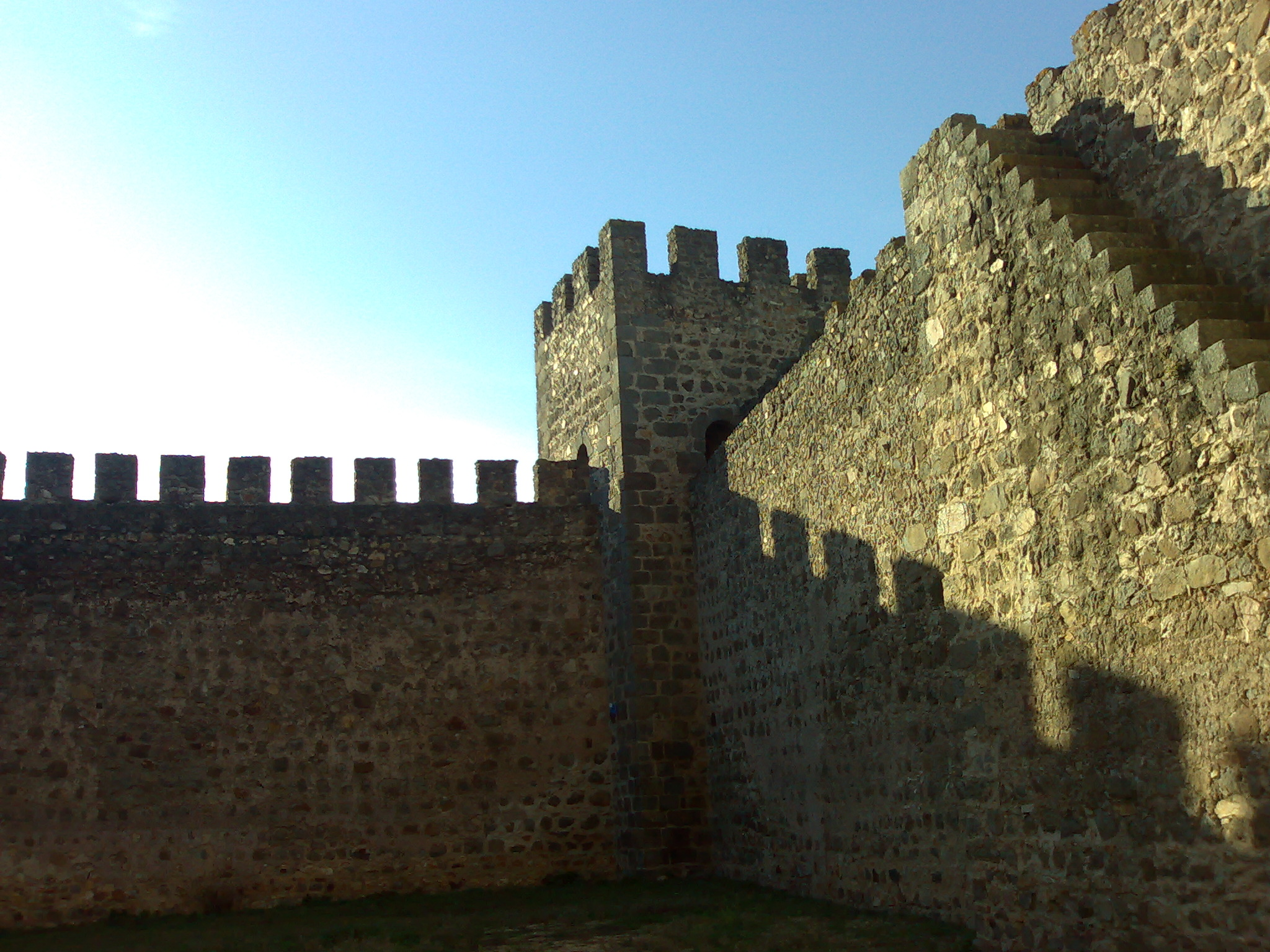

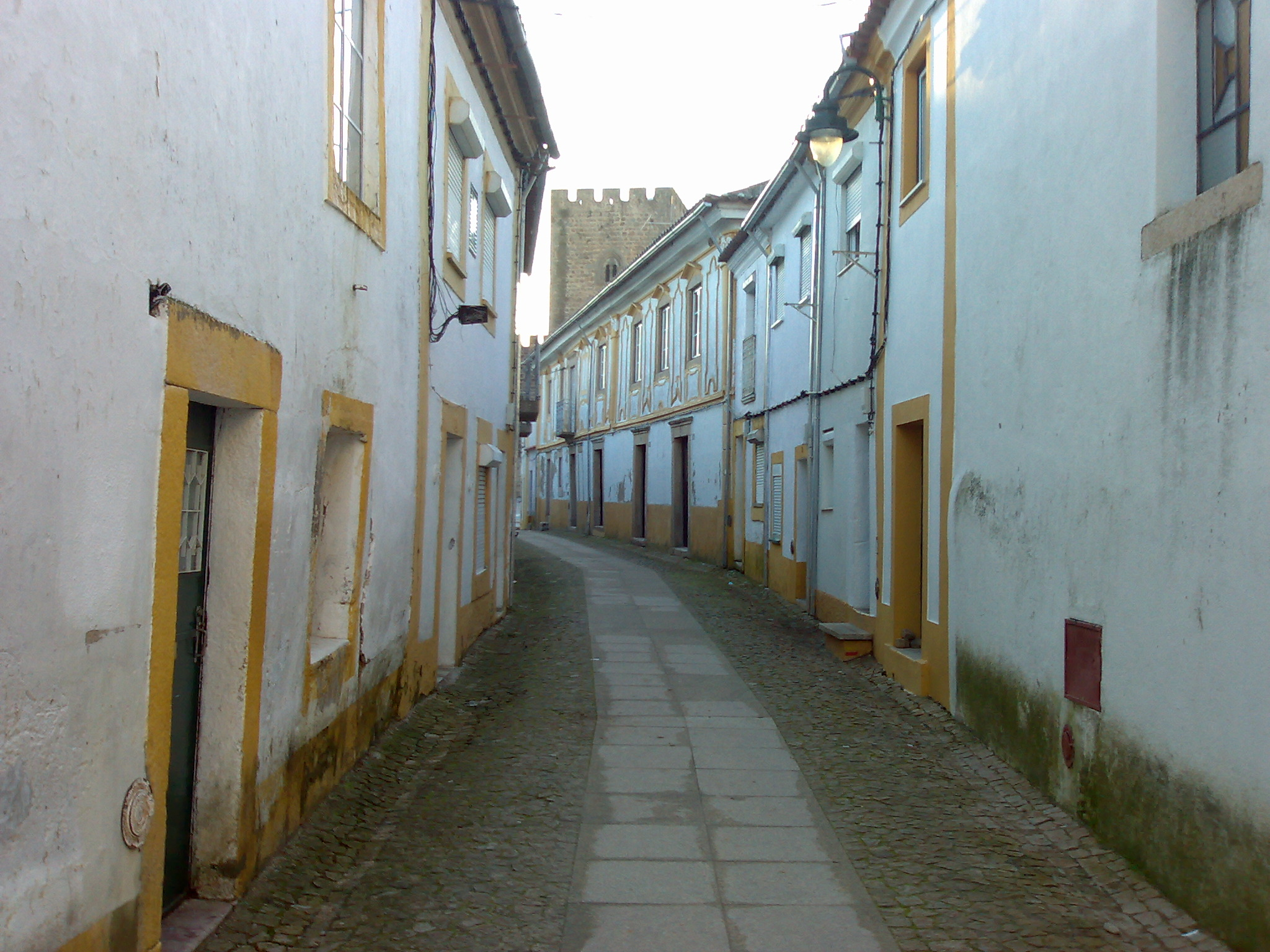